# Abidama rufula
Abidama rufula är en insektsart som beskrevs av William Lucas Distant 1908. Abidama rufula ingår i släktet Abidama och familjen spottstritar. Inga underarter finns listade i Catalogue of Life.